# 弗朗西斯科·洛佩斯·哥马拉
弗朗西斯科·洛佩兹·德·哥马拉（西班牙語：Francisco López de Gómara），（1511年—1566年），文艺复兴时期欧洲学者。他曾任埃尔南·科尔特斯的秘书，是位历史学家，其关于西班牙人在墨西哥的活动著作《西印度群岛史和墨西哥的征服》（1552年出版）。

## 扩展阅读
- 本条目包含来自公有领域出版物的文本: Chisholm, Hugh (编).  (第11版). London: Cambridge University Press. 1911.
- Cristián A. Roa‐de‐la‐Carrera, Histories of Infamy: Francisco López de Gómara and the Ethics of Spanish Imperialism (Boulder: University of Colorado Press. 2005).